# 吉田基晴
吉田 基晴（よしだ もとはる、1971年〈昭和46年〉 - ）は、日本の実業家。サイファー・テック株式会社、株式会社あわえ、株式会社四国の右下木の会社の代表取締役。徳島県海部郡美波町出身。

## 経歴
徳島県海部郡美波町（旧日和佐町）生まれ。
徳島県立富岡西高等学校、神戸市外国語大学を経て、2003年、ICTセキュリティのサイファー・テック株式会社の設立に参画し、のちに代表取締役に就任。
2013年6月、地方活性化事業の株式会社あわえを設立。
2021年4月、株式会社四国の右下木の会社を設立し、樵木林業と里山経済の復興に取り組んでいる。。

## 主な役職
- サイファー・テック株式会社 代表取締役[1]
- 株式会社あわえ 代表取締役[2]
- 株式会社四国の右下木の会社 代表取締役[3]
- 地方公共団体情報システム機構（J-LIS）経営審議委員会 委員[4]
- 総務省 地域力創造アドバイザー[5]
- 総務省 地域情報化アドバイザー[6]
- 一般財団法人地域総合整備財団（ふるさと財団）調査研究部会 委員[7]

## 主な実績・受賞歴
- 2018年、『本社は田舎に限る』（講談社＋α新書）を出版[8]。
- 2019年、同書を原案とした映画『波乗りオフィスへようこそ』が公開[9]。
- 2020年、株式会社あわえが、総務省「電波の日・情報通信月間」において総務大臣表彰（団体）を受賞[10]。
- 2022年、株式会社あわえが「ふるさとづくり大賞」優秀賞（総務大臣表彰）を受賞[11]。
- 2022年、デュアルスクールプロジェクトがグッドデザイン金賞（経済産業大臣賞）を受賞[12]。
- 2023年、株式会社あわえの取り組みが、一般社団法人日本SDGs協会よりSDGs事業として認定される[13]。
- 2024年、第12回環境省グッドライフアワードにおいて、株式会社四国の右下木の会社が「環境大臣賞（企業部門）」を受賞[14]。
- 2025年、第6回岩佐賞において、株式会社四国の右下木の会社が「農林水産・食の部」優秀賞を受賞[15]。

## 著書
- 『本社は田舎に限る』 講談社＋α新書、2018年
- 『移住で地方を元気にする IT社長が木の会社を作った理由』 小学館、2025年[16]